# Saint-Jean-de-Boiseau
 Saint-Jean-de-Boiseau  es una comuna y población de Francia, en la región de País del Loira, departamento de Loira Atlántico, en el distrito de Nantes y cantón de Le Pellerin.
Está integrada en la Communauté urbaine Nantes Métropole .

## Demografía
| 2487 | 2615 | 3102 | 3627 | 4120 | 4562 |
| Para los censos de 1962 a 1999 la población legal corresponde a la población sin duplicidades (Fuente: INSEE [Consultar]) |      |      |      |      |      |

Forma parte de la aglomeración urbana de Nantes.